# 霍華德·伯曼
霍華德·伯曼（英語：Howard Lawrence Berman，1941年4月15日—）是民主黨籍的美国政治家，加州大學洛杉磯分校文學學士、法學學士，於1983年至2013年擔任代表加州第28選區的聯邦眾議員。

## 外部連結
- Congressman Howard Berman official U.S. House website (archived)
- Howard Berman for Congress official campaign website (archived)
- C-SPAN內的頁面（英文）
- Join California Howard L. Berman （页面存档备份，存于）